# You Can't Hurry Love
You Can't Hurry Love è una canzone del gruppo musicale statunitense The Supremes, pubblicata come singolo per l'etichetta Motown durante l'estate del 1966. Scritta e prodotta dal principale team produttivo della Motown, Holland-Dozier-Holland, You Can't Hurry Love è uno dei brani più significativi delle Supremes, ed uno dei maggiori successi della Motown.
Il singolo arrivò al primo posto della Billboard Hot 100 il 17 settembre 1966, in cui rimase per due settimane, al terzo in Canada e nel Regno Unito e al sesto in Australia.
Il singolo ebbe nuovamente successo sedici anni dopo, quando una cover del brano registrata da Phil Collins, pubblicata nell'album Hello, I Must Be Going!, arrivò al primo posto della classifica britannica dei singoli il 9 gennaio 1983.

## Versione originale

### Storia del brano
La canzone racconta i ricordi di una donna circa i consigli sentimentali dati dalla propria madre, che le aveva consigliato che avendo pazienza avrebbe trovato il proprio amore. Il brano è un esempio di come la musica R&B e soul fosse fortemente influenzata dal gospel anche a livello contenutistico, e rappresenta uno degli esempi dello sviluppo delle sonorità del lavoro delle Supremes.
You Can't Hurry Love fu il secondo singolo estratto dall'album The Supremes A' Go-Go. La canzone ha ricevuto l'onore di essere inclusa nella Rock and Roll Hall of Fame.

### Tracce
7" Single
Lato A
1. You Can't Hurry Love

Lato B
1. Put Yourself in My Place

### Versioni in italiano
L'amore verrà (You Can't Hurry Love) - The Supremes
La versione in italiano venne pubblicata nel 1966 su 45 giri; il retro era Se il filo spezzerai, versione in italiano di You Keep Me Hanging On.
Autore dei testi di entrambi i brani è il celebre paroliere Pino Cassia.
Nel 1968 le due canzoni vennero incluse nella stampa italiana del 33 giri Diana Ross & The Supremes, distribuito dalla RCA Italiana.
Nel 1968 entrambi i brani sono stati inclusi nella raccolta su CD Nero italiano, distribuita dalla BMG.
La cover in italiano L'amore verrà è stata interpretata da Nina Zilli e inclusa nell'EP Nina Zilli del 2009 e nell'album Sempre lontano del 2010.

### Classifiche
| Classifica (1966) | Posizione massima |
| ----------------- | ----------------- |
| Australia         | 6                 |
| Canada            | 3                 |
| Regno Unito       | 3                 |
| Stati Uniti       | 1                 |
| Stati Uniti (R&B) | 1                 |

## Versione di Phil Collins
Nel 1982 il cantante britannico Phil Collins ha inciso una cover di You Can't Hurry Love per il suo secondo album solista Hello, I Must Be Going!.
Il singolo di Collins raggiunse la vetta della classifica britannica dei singoli per due settimane (il primo numero uno dell'artista nel Regno Unito), nei Paesi Bassi per quattro settimane, in Belgio ed Irlanda, il terzo posto in Svizzera, Germania, Francia, Australia ed Austria, il sesto in Svezia, il nono in Nuova Zelanda e Canada ed il decimo negli Stati Uniti.

### Tracce
7" Single
Lato A
1. You Can't Hurry Love - 2:50

Lato B
1. I Cannot Believe It's True - 5:14

12" Maxi
1. You Can't Hurry Love - 2:53
2. I Cannot Believe It's True - 5:14
3. Oddball (Demo "So You Know, Do You Care") - 4:30

### Formazione
- Phil Collins – batteria, voce, tamburino
- Daryl Stuermer – chitarra
- John Giblin – basso
- J. Peter Robinson – pianoforte, glockenspiel, vibrafono

### Classifiche
| Classifica (1983)                | Posizione massima |
| -------------------------------- | ----------------- |
| Australia                        | 3                 |
| Austria                          | 3                 |
| Belgio (Fiandre)                 | 1                 |
| Canada                           | 9                 |
| Francia                          | 3                 |
| Germania                         | 3                 |
| Irlanda                          | 1                 |
| Nuova Zelanda                    | 9                 |
| Paesi Bassi                      | 1                 |
| Regno Unito                      | 1                 |
| Spagna                           | 11                |
| Stati Uniti                      | 10                |
| Stati Uniti (adult contemporary) | 9                 |
| Svezia                           | 6                 |
| Svizzera                         | 3                 |

## Altre cover
- Stray Cats
- Dixie Chicks (per la colonna sonora del film Se scappi, ti sposo).
- Whoopi Goldberg (per la colonna sonora del film Jumpin' Jack Flash).
- All'interno del programma Non è la Rai, Roberta Carrano ha eseguito una cover inclusa nella compilation Non è la Rai gran finale del 1995.
- I partecipanti del talent show American Idol Carmen Rasmuen (stagione 2) e Brandon Rogers (stagione 6).